# Yves Bodénez
Yves François Bodénez, né le 15 novembre 1921 au Relecq-Kerhuon, près de Brest (Finistère), et mort en déportation en mars 1944 à Dora (Nordhausen, Allemagne), est un militant trotskiste.

## Biographie

### Activité militante
Yves Bodénez perd très jeune ses parents, Joseph Marie Bodénez et Andrée Berthou, et sera élevé par ses grands-parents. Ouvrier du bâtiment (électricien), travaillant à l’Arsenal de Brest, il a acquis, avant la guerre, une bonne formation politique. Il lit la presse trotskiste dès 1937 et prend contact avec les trotskistes bretons en 1939.
Pendant l’occupation allemande, les trotskistes bretons portent le nom de « Parti communiste révolutionnaire », puis rejoignent les Comités français pour la IVe internationale courant 1942. Enfin, ils établissent le contact avec des camarades de Paris qui ont reconstitué le Parti ouvrier internationaliste (POI) et publient chaque mois « La Vérité » clandestine. Ils prennent donc le nom de POI. Il y a une cellule à Brest, constituée d’environ sept personnes et entourée d’un noyau de sympathisants plus ou moins actifs. Du début de 1941 à octobre 1943, l’organisation trotskiste clandestine de Brest publie une vingtaine de tracts, ainsi que près de 30 numéros des journaux ronéotypés « Le Bulletin ouvrier et paysan », « La Bretagne rouge » (entre juin 1941 et juin 1942), « Le Front ouvrier » (entre deux et trois cents exemplaires). Yves Bodénez rédige des articles (signés Huon) et constitue à Kerhuon une cellule de cinq personnes.

### Travail avec les soldats allemands
Les militants du POI ont la quasi-certitude que la guerre débouchera sur la Révolution, tout particulièrement en Allemagne. Il n’est donc pas question d’accepter le mot d’ordre nationaliste du Parti communiste français, « À chacun son Boche », mais bien plutôt celui plus marxiste de « Prolétaires de tous les pays, unissez-vous »,. Dès octobre 1942, Yves Bodénez et son groupe se doutent qu’il y a, dans la région de Brest, des Allemands anti-nazis, dont beaucoup sont originaires de Hambourg, autre ville portuaire, connue pour son mouvement ouvrier. Mais c’est vers mars 1943, à l’arrivée de Robert Cruau, dit Max ou Pleton, qui avait dû fuir Nantes où il était recherché, qu’il devient possible d’engager des contacts sérieux avec les soldats. Postier d'à peine vingt ans, parlant allemand et très militant, Robert Cruau s'installe près des arsenaux, où se concentrent ouvriers français et soldats allemands.
Par l’intermédiaire de son collègue Gérard Trévien à l’arsenal de Brest, Yves Bodénez rejoint le groupe de Robert Cruau. Yves Bodénez et Robert Cruau seront responsables du POI pour la Bretagne.
Robert Cruau dirige le groupe dit de « travail parmi les soldats allemands » : les militants du POI sont chargés de distribuer des tracts, de recruter les « internationalistes » qui se dissimulent sous l'uniforme de la Wehrmacht et de diffuser le journal clandestin « Arbeiter und Soldat »,, publié à Paris.

### Le groupe des trotskistes brestois
Des militants de divers points de France agissent pour que ce journal parvienne à des soldats allemands. Mais c’est seulement à Brest qu’il y aura un début d’organisation.
Robert Cruau dispose d'un groupe solide, dont les membres ont entre dix-neuf et vingt-cinq ans (les frères nantais Georges et Henri Berthomé, André Darley, Marguerite Métayer, Eliane Ronel, Anne Kervella, Gérard Trévien et Yves Bodénez). Plusieurs sont réfractaires au Service du travail obligatoire (STO).
André Calvès, dit Ned, né à Brest en 1920, marin puis ouvrier, autodidacte brillant et intelligent, milite à leurs côtés. Il se sent proche de Cruau et de ses camarades.
Tous sont d’accord sur quelques points :
1. Cette guerre est une guerre impérialiste pour un nouveau partage du monde.
2. Le nazisme signifie l’esclavage pour tous les peuples d’Europe y compris le peuple allemand, même s’il y a une hiérarchie parmi les esclaves.
3. De Gaulle représente une alternative possible pour la bourgeoisie française. Le mouvement de lutte contre l’occupation n’a absolument pas intérêt à se lier à ses directives.
4. L’URSS demeure un État ouvrier dégénéré. Tous les pactes de Staline ne peuvent effacer l’antagonisme fondamental qui l’oppose au capitalisme. Le pacte germano-soviétique ne durera pas longtemps[12].

### Les soldats allemands antinazis
Au début de septembre 1943, le groupe aurait réussi à enrôler 27 soldats allemands (notamment de la DCA ainsi que deux marins et un de l'Organisation Todt) qui partagent avec lui l'essentiel : un attachement de principe à l'internationalisme prolétarien et une haine farouche du nazisme.
L’un d’eux, Heinz, se sert du cachet de l’Organisation Todt afin de truquer les cartes de travail de ceux qui doivent partir au STO. Des soldats allemands fournissent les militants français en Ausweis, préviennent les jeunes ouvriers lors de rafles ou les laissent passer lorsqu'ils sont censés les arrêter.
Il y a même, à Brest, une feuille écrite par des soldats allemands gagnés à la IVe Internationale : « Zeitung für Arbeiter und Soldat im Westen », tirée à 150 exemplaires et dont l'iconographie est particulièrement remarquable : le motif central est un drapeau contenant une faucille croisant un marteau – symboles entourés d’une étoile à cinq branches dont la partie basse porte le titre IVe Internationale.
Le journal La Vérité rapporte dans son numéro du 15 octobre 1943 : « À Kerhuon, le 6 août, des soldats allemands ont traversé le bourg en chantant L'Internationale ».

### Réaction de la Gestapo
Les trotskistes du POI n'ignorent pas que la tâche est délicate, périlleuse et fatale en cas d'erreur.
Or, si l'armée allemande n'aime pas la propagande défaitiste qui sape le moral des troupes et discrédite la hiérarchie, elle aime encore moins que ses soldats s'enrôlent dans des cellules trotskistes et diffusent des pamphlets révolutionnaires.
«Faire de la propagande à des soldats allemands est le plus grand crime !» - phrase d’un officier de la Gestapo prononcée au cours des interrogatoires, rapportée par une sympathisante libérée de la prison de Rennes.
La Gestapo intervient donc en infiltrant un informateur parmi les soldats de Brest (ou bien en « retournant » l'un d'entre eux sous la menace), Konrad Leplow.
En octobre 1943, une rafle décime le groupe : une quinzaine de militants sont arrêtés au moyen de trois souricières. Robert Cruau tente de s'enfuir. Abattu par la Feldgendarmerie, il meurt sans soins en prison. Les autres Français sont torturés puis déportés. Quatre ne reviendront pas des camps: Georges Berthomé, André Le Floch, Albert Goavec et Yves Bodénez.
Quant aux soldats allemands, une douzaine ou une quinzaine d’entre eux (dont probablement Heinz) auraient été arrêtés et exécutés.
Mais, en octobre 1943, la police allemande n'a pas fait que démanteler le « groupe breton ». Elle est remontée plus haut et a frappé au sommet du POI.

### Arrestation et déportation
Yves Bodénez est arrêté le 6 octobre 1943 à Brest. Konrad ignore son adresse à Kerhuon, il ne l’a vu qu’une fois mais le reconnait rue de Siam. Yves est emprisonné à Rennes du 7 octobre 1943 au 14 janvier 1944. Il séjourne au camp de Compiègne (Oise) du 15 au 21 janvier 1944, d’où il partira à destination du camp de concentration de Buchenwald (Allemagne), par le convoi du 22 janvier 1944. Il arrive à Buchenwald le 24 janvier 1944, puis à Dora (Allemagne) le 16 février 1944, où il porte le matricule 42.420. Affecté au Kommando Heckbau-Mittelwerk-Sawasky, il travaille comme électricien dans le tunnel où sont construites les armes secrètes V1 et V2. Il contracte une pleurésie le 1er mars, après avoir passé la nuit dehors pour une «désinfection», puis entre à l’hôpital du camp le 8 mars, où il sera tué le 11 mars par un kapo tchèque (la date officielle de son décès est le 23 mars 1944). Ses derniers jours seront relatés par son camarade Gérard Trévien, déporté avec lui à Dora, dont il reviendra en 1945.

## Souvenir
Cet épisode, absolument unique dans les annales de la Résistance en France, a été largement passé sous silence. D'une part, les militants trotskistes ont été décimés ; d'autre part, le PCF, premier parti de France à la Libération, les qualifiait de « hitléro-trotskystes » et il était selon lui impossible qu'ils aient fait de la résistance.
La vérité oblige à dire d'une part que la formule "hitléro-trotskiste" est introuvable dans les documents et tracts émanant du PCF de l'après-libération et que d'autre part, même si certains trotskistes réduisent le fait à une "simple erreur stratégique", un certain nombre de dirigeants de l'époque (dont certains comme Henri Molinier reviendront très vite sur de plus justes positions) choisissent de pratiquer l'entrisme au RNP de Marcel Déat, dont Roger Foirier, dit Folk, qui réalisera même des affiches de propagande de ce mouvement fasciste.
Le nom d'Yves François Bodénez a été donné à une rue de sa ville natale, Le Relecq-Kerhuon.
En 2015, l'auteur de polars et romans noirs Marek Corbel a écrit un roman "Les gravats de la rade"  qui traite sous forme fictionnelle et d'enquête policière ces évènements tragiques de l'année 1943 à Brest.